# Roland SC-88
Roland SC-88 — звуковой модуль, совместимый с General MIDI GS, выпущенный в 1994 году Roland Corporation. Это второй основной звуковой модуль, выпущенный для серии Roland Sound Canvas. Будучи выпущенным в качестве преемника SC-55, сохраняет тот же синтез PCM, но расширяет в нескольких аспектах.

## Особенности
SC-88 имеет более чем в два раза больше инструментов, чем ранее было в SC-55, может похвастаться 654 патчами инструментов и добавляет до 24 наборов ударных. Также был модернизирован, чтобы иметь 64-голосную полифонию и 32-частную мультитембральность. Наряду с эффектами реверберации и хоруса, SC-88 также представил 10 новых эффектов дилей и 2-полосный эквалайзер.
SC-88 имеет обратную совместимость с SC-55, заимствуя свои звуковые наборы из такового, что позволяет точно воспроизводить композиции, созданные с помощью SC-55 или SC-55 mkII, хотя и с небольшими различиями.

## Модульный режим
Благодаря расширенным 32 партиям SC-88 может быть настроен для воспроизведения как одного модуля или двух виртуальных модулей одновременно через два порта MIDI с дополнительной настройкой через сообщения SysEx.

## Программируемость пользователем
SC-88 предроставляет пользователям возможность сохранять до 256 пользовательских инструментов одновременно, причём каждый из 128 патчей предлагает 2 свободных расположения вариаций на выбор. Кроме того, можно создать 2 пользовательских набора ударных и присвоить таковым уникальные наименования, хотя возможности редактирования параметров относительно ограничены пользовательскими инструментами.

## Модельный ряд
- SC-88 выпущен 1994 году как базовый вариант, предоставляет 256 ячеек памяти пользовательских инструментов и 2 пользовательских набора ударных. По сравнению с последующими моделями, также оснащён более качественным 18-битным ЦАП.[3]
- SC-88VL выпущен 1995 году, и предлагает практически ту же функциональность, за исключением отсутствия программируемых пользователем инструментов. Некоторые устройства продавались под линейкой Roland Edirol, ориентированной на «настольные медиа», отличаясь белой цветовой схемой и имея бренд Edirol вместо Roland.[4][5][6]
- SC-88ST выпущен в 1996 году в качестве урезанной версии SC-88, отсутствуют ЖК-дисплей и несколько кнопок оригинальной модели, что является более простым и экономичным вариантом, как и в SC-88VL, также отсутствует возможность программирования пользователем.[7]